# Venado Tuerto
Venado Tuerto è una città della provincia argentina di Santa Fe, situata nel dipartimento di General López.

## Geografia
Venado Tuerto è situata nella regione della Pampa, a 335 km a sud-ovest del capoluogo provinciale Santa Fe ed a 165 km a sud-ovest di Rosario.

## Storia
Venado Tuerto fu fondata il 26 aprile 1884 da Eduardo Casey, un imprenditore argentino d'origine irlandese. Ottenne lo status di città il 16 dicembre 1935.

## Cultura

### Istruzione

#### Musei
- Museo Cayetano Silva

### Teatri
- Teatro Ideal
- Teatro Verdi

## Infrastrutture e trasporti
Venado Tuerto è situata all'intersezione tra la strada nazionale 8, che unisce Buenos Aires alle province dell'ovest, e la strada nazionale 33, che unisce il centro industriale di Rosario con il porto di Bahía Blanca.